# Velike Krće
Velike Krće (en serbe cyrillique : Велике Крће) est un village du nord du Monténégro, dans la municipalité de Pljevlja.

## Démographie

### Évolution historique de la population
| 1948 | 1953 | 1961 | 1971 | 1981 | 1991 | 2003 |
| ---- | ---- | ---- | ---- | ---- | ---- | ---- |
| 478  | 526  | 525  | 461  | 326  | 232  | 171  |